# 天元賽 (台灣)
台灣天元賽，第一至第五期由民生報（2006年停刊）、台灣棋院主辦。第六期後由台灣棋院獨力主辦，開辦時是全台灣最高獎金的圍棋賽事，直到2008年才被棋王賽超越。本賽事和棋王賽、名人賽、聯電盃並列台灣職業棋戰中獎金最高的四大賽事，也只有這四個賽事冠軍獎金在100萬元以上。

## 賽制
- 決賽：挑戰賽七番棋，勝者為本屆「天元」。敗者為亞軍，並取得下屆循環圈第1順位資格。。
- 本賽（循環圈）：8人單循環制，第一名取得挑戰權；若有同分須加賽的情形，由順位前二名取得加賽資格。循環圈次三名保留下屆循環圈資格(第2-4順位)。
- 複賽：上一屆循環圈後四名+初賽12名，採雙敗淘汰制，取4名進入循環圈。
- 初賽：依前年獎金排名取12名為種子，單敗淘汰制，取12名進入複賽，區分為12組，以單敗淘汰制取各組第一名進入複賽。
- 棋規：採比目法規則，黑先貼還六目半。
- 用時：初、複選賽每人兩小時，最後三分鐘讀秒，60秒3次。循環圈及挑戰賽每人三小時，最後五分鐘讀秒，60秒5次。

## 獎金（對局費）
- 棋戰規模：230萬元
- 冠軍獎金：100萬元；亞軍獎金：40萬元。
- 本賽（循環圈）：勝者對局費1.8萬元，敗者對局費1.2萬元。加賽每局每人對局費5,000元。
- 複賽：每局每人對局費4,000元。
- 初賽：每局每人對局費2,000元。

## 歷屆天元
| 屆次 | 年份   | 頭銜        | 比分 | 亞軍        | 勝負表  | 保留                   | 備註                                         |
| ---- | ------ | ----------- | ---- | ----------- | ------- | ---------------------- | -------------------------------------------- |
| 1    | 2002年 | 陳永安 五段 | 3:1  | 夏大銘 初段 |         |                        | B組出線周俊勳棄權，陳永安加賽勝出            |
| 2    | 2003年 | 林至涵 三段 | 3:0  | 陳永安 天元 | ○○○     |                        |                                              |
| 3    | 2004年 | 周俊勳 九段 | 3:1  | 林至涵 天元 |         |                        |                                              |
| 4    | 2005年 | 周俊勳 天元 | 3:1  | 林至涵 七段 | ○○●○    |                        |                                              |
| 5    | 2006年 | 周俊勳 天元 | 3:0  | 庾炅旻 五段 | ○○○     |                        |                                              |
| 6    | 2007年 | 陳詩淵 國手 | 3:1  | 周俊勳 天元 |         |                        |                                              |
| 7    | 2008年 | 林至涵 八段 | 3:2  | 陳詩淵 天元 | ●○●○○   |                        | 上屆保留周俊勳遭禁賽                         |
| 8    | 2009年 | 林至涵 天元 | 3:2  | 陳詩淵 王座 | ●○○●○   |                        |                                              |
| 9    | 2010年 | 蕭正浩 七段 | 3:1  | 林至涵 天元 | ●○○○    |                        | 陳詩淵、蕭正浩循環圈戰績相同，蕭正浩加賽勝出 |
| 10   | 2011年 | 陳詩淵 棋王 | 3:1  | 蕭正浩 天元 | ●○○○    |                        | 陳詩淵循環圈7勝0負取得挑戰權                 |
| 11   | 2012年 | 陳詩淵 天元 | 3:0  | 蕭正浩 七段 | ○○○     |                        | 蕭正浩循環圈7勝0負取得挑戰權                 |
| 12   | 2013年 | 蕭正浩 天元 | 3:1  | 陳詩淵 九段 | ○●○○    |                        |                                              |
| 13   | 2014年 | 蕭正浩 天元 | 3:1  | 林立祥 六段 | ○○●○    | 王元均、周俊勳、陳詩淵 |                                              |
| 14   | 2015年 | 王元均 棋王 | 4:3  | 蕭正浩 天元 | ●○●○○●○ | 林立祥、陳詩淵、周俊勳 |                                              |
| 15   | 2016年 | 王元均 天元 | 4:2  | 蕭正浩 九段 | ●○○●○○  | 林君諺、林立祥、陳詩淵 |                                              |
| 16   | 2017年 | 王元均 天元 | 4:0  | 林士勛 六段 | ○○○○    | 林立祥、林君諺、蕭正浩 |                                              |
| 17   | 2018年 | 王元均 天元 | 4:2  | 楊博崴 六段 | ●○○●○○  | 林君諺、林士勛、蕭正浩 | 天元四連霸                                   |
| 18   | 2019年 | 林君諺 棋王 | 4:2  | 王元均 天元 | ○●●○○○  | 蕭正浩、許皓鋐、林士勛 |                                              |
| 19   | 2020年 | 王元均 棋王 | 4:0  | 林君諺 天元 | ○○○○    | 許皓鋐、賴均輔、陳祈睿 |                                              |
| 20   | 2021年 | 王元均 天元 | 4:2  | 簡靖庭 五段 | ●○●○○○  | 陳祈睿、林君諺、賴均輔 |                                              |
| 21   | 2022年 | 許皓鋐 名人 | 4:1  | 王元均 天元 | ○●○○○   | 陳祈睿、林君諺、賴均輔 |                                              |
| 22   | 2023年 | 許皓鋐 天元 | 4:1  | 賴均輔 八段 | ○●○○○   | 徐靖恩、王元均、林君諺 |                                              |
| 23   | 2024年 | 許皓鋐 天元 | 4:0  | 林士勛 八段 | ○○○○    | 徐靖恩、陳祈睿、賴均輔 | 徐、陳、林戰績相同，林士勛加賽勝出           |

## 賽事沿革
- 2002年第一屆：
  - 冠軍：50萬元；亞軍：20萬元，創下台灣棋戰獎金紀錄
  - 決賽：決賽五番棋
  - 本賽：二組六人循環賽制（2+4），各保留二人，淘汰四人，各組成績最佳者進級入決賽
  - 參賽者：除台灣棋院棋士外，尚接受中國圍棋會棋士及部份業餘強豪參賽
  - 循環圈B組出線者周俊勳與台灣棋院產生歧見，選擇棄權將重心放在大陸圍棋聯賽。B組由陳永安經加賽出線。
- 2003年第二屆：
  - 決賽：挑戰五番棋(正式採挑戰制)
  - 本賽：二組六人循環賽制（2+4），各保留二人，淘汰四人，各組成績最佳者加賽（挑戰者決定戰）取得向天元挑戰權。
  - 連續二屆本賽出賽：林至涵，陳永安，周俊勳，彭景華，周平強，戴嘉伸，夏大銘，林聖賢，王學傳，芶遇邦
- 2004年第三屆：
  - 預賽：雙敗淘汰制，取八人晉級，勝部四人敗部四人
  - 連續三屆本賽出賽：林至涵，周俊勳，彭景華，戴嘉伸，夏大銘，陳永安，王學傳，芶遇邦
- 2005年第四屆：
  - 冠軍獎金：80萬元；亞軍：30萬元，再刷新自身保持的台灣棋戰獎金紀錄
  - 本賽：改單一循環賽制（3+5，上屆保留四人），保留三人，淘汰五人，成績最佳者進級晉級決賽（同分加賽）取得向天元挑戰權
  - 預賽：雙敗淘汰制，取四人晉級，勝部二人敗部二人
  - 連續四屆本賽出賽：周俊勳，林至涵，彭景華，夏大銘，陳永安
- 2006年第五屆：
  - 預賽：雙敗淘汰制，勝部取二人，敗部取三人進入本賽。
  - 參賽者：不再接受台灣棋院以外棋士參賽
  - 連續五屆本賽出賽：周俊勳，林至涵，彭景華，夏大銘
- 2007年第六屆：
  - 棋戰規模:230萬元
  - 連續六屆本賽出賽：周俊勳，林至涵
  - 預賽2007年1月7日開賽，2007年3月13日結束
  - 本賽2007年3月6日開賽，2007年6月12日結束
  - 決賽2007年6月12日開賽，2007年7月2日結束，陳詩淵首度登頂台灣第一人，手握天元，國手二大頭銜
  - 周俊勳首度在頭銜衛冕戰中落敗，也是個人番棋首敗
- 2008年第七屆：
  - 預選賽分成二階段：
  - 初賽：採單淘汰制，取16名進入複賽，對局費４千
  - 複賽：雙敗淘汰，勝部取二人，敗部取三人進入本賽。對局費５千．
  - 本賽（循環圈）：對局費1.2萬元，勝局獎6千元。
  - 連續七屆本賽出賽：周俊勳，林至涵(周俊勳因簽約事件遭禁賽連續出賽終止)
- 2015年第十四屆：
  - 決賽改為七番棋
- 2020年第十九屆：[1]
- 決賽：挑戰賽七番棋，勝者為本屆「天元」。敗者為亞軍，並取得下屆循環圈第1順位資格。
- 本賽（循環圈）：8人單循環制，第一名取得挑戰權；若有同分須加賽的情形，由順位前二名取得加賽資格。循環圈次三名保留下屆循環圈資格(第2-4順位)，勝者對局費1.8萬元，敗者對局費1.2萬元。加賽每局每人對局費5,000元。
- 複賽：上一屆循環圈後四名+初賽十二名，採雙敗淘汰制，取4名進入循環圈，每局每人對局費4,000元。。
- 初賽：依前年獎金排名取12名為種子，單敗淘汰制，取12名進入複賽，區分為12組，以單敗淘汰制取各組第一名進入複賽，每局每人對局費2,000元。

## 備註
1. ↑  順位優先的徐靖恩輪空，由順位相同的陳祈睿、林士勛先賽。林士勛連勝陳祈睿、徐靖恩取得挑戰權

## 外部連結
- Board19 | 圍棋 News （页面存档备份，存于）
- 台灣棋院 （页面存档备份，存于）